# جوكيلين رو
جوكيلين رو (28 أغسطس 1986 بجنيف في سويسرا - ) هو لاعب كرة قدم سويسري في مركز الهجوم. لعب مع إتويل كاروغ ونادي بيلينزونا ونادي ثون ونادي سيرفيت ونادي لوزان ونادي نيون ونادي ويل.

## وصلات خارجية
- جوكيلين رو على موقع قاعدة بيانات كرة القدم.إي يو (الإنجليزية)
- جوكيلين رو على موقع عالم كرة القدم.نت (الإنجليزية)